# Bouché (Familie)
Bouché ist der Name einer Gärtnerfamilie hugenottischer Herkunft, die ab 1685 in Berlin ansässig war.
Der Name wird manchmal fälschlicherweise auch „Bocher“ geschrieben.

## Geschichte
Bekannte Familienmitglieder sind unter anderem David Bouché (um 1669–1727), der in Berlin eine Blumenzucht und Baumschule gründete, die sein Nachfahre Peter Friedrich Bouché (1785–1856) erfolgreich fortführte. Ein weiteres wichtiges Mitglied der weitverzweigten Familie ist Johann Peter Paul Bouché (1759–1846), der sich sowohl als Gartengestalter wie als Kommunalpolitiker einen Namen gemacht hat.
Die von Johann Peter Paul Bouché begründete „geregelte Anpflanzung von Gehölzen bei Treptow“ war der Vorläufer des heutigen Treptower Parks.

### Bekannte Familienmitglieder
- David Bouché (um 1669–1727), verließ 1696 seinen Heimatort Bonnay in der Champagne und ließ sich in Berlin nieder. Er gründete 1704 in Berlin eine Blumenzucht und Baumschule.
  - Pierre Bouché (1703–1784), erneuerte den Obst- und Gemüseanbau in Berlin und der Mark Brandenburg. Sohn von David Bouché.
    - Johann Peter Bouché (1735–1807), Sohn von Pierre Bouché.
      - Johann Peter Paul Bouché (* 27. Juni 1759; † 29. Januar 1846 in Berlin), Gartengestalter und Berliner Kommunalpolitiker (Stadtverordneter und Mitglied der Forst- und Ökonomie-Deputation). Die von ihm begründete „geregelte Anpflanzung von Gehölzen bei Treptow“ war der Vorläufer des heutigen Treptower Parks. Sohn von Johann Peter Bouché.

    - Jean David Bouché (1747–1819), Sohn von Pierre Bouché, übernahm 1781 dessen Betrieb, Stadtverordneter, sowie Betreiber eines Kaffeeausschanks.
      - Carl David Bouché (sen.) (1782–?), Sohn von Jean David Bouché.
      - Peter Carl Bouché (1783–1856), Sohn von Jean David Bouché, war als Gärtner, Botaniker und Autor gartenbaulicher und botanischer Schriften tätig.
        - Carl David Bouché (jun.) (1809–1881), auch: Karl David Bouché oder David Karl Bouché, Direktor des Königlichen Botanischen Gartens Berlin, daneben auch Maler. Entwarf das Palmenhaus im Königlichen Botanischen Garten 1857/58. Sohn von Peter Carl Bouché.
          - Julius Bouché, auch Carl Friedrich Julius Bouché oder Karl Friedrich Julius Bouché (1846–1922). Sohn von Carl David Bouché.
          - Friedrich Bouché, auch: Johann Carl Friedrich Bouché (1850–1933), weiterer Sohn von Carl David Bouché, Gartenarchitekt, Schüler von Gustav Meyer, ab 1873 am Hof in Dresden: Hofrat und Königl. Gartendirektor (ab 1878 Erweiterung des Großen Gartens, ab 1881 Anlage Carolasee, 1875 Albertplatz), des Weiteren Gestaltung des Gutsparks Obercunewalde. Hat eine Tochter Hermann Seidels aus der Dresdner Gärtnerdynastie Seidel geheiratet.

        - Karl Emil Bouché (1822–1882).

      - Peter Friedrich Bouché (sen.) (1785–1856), Kunst- und Handelsgärtner, Sohn von Jean David Bouché, zusammen mit seinem Bruder Peter Carl Bouché führte er dessen Gewerbe erfolgreich fort. Auch als Insektenkundler tätig.
        - Peter Friedrich Bouché (jun.) (1820–1876), führte das väterliche Geschäft weiter.